# Pennington Autocar

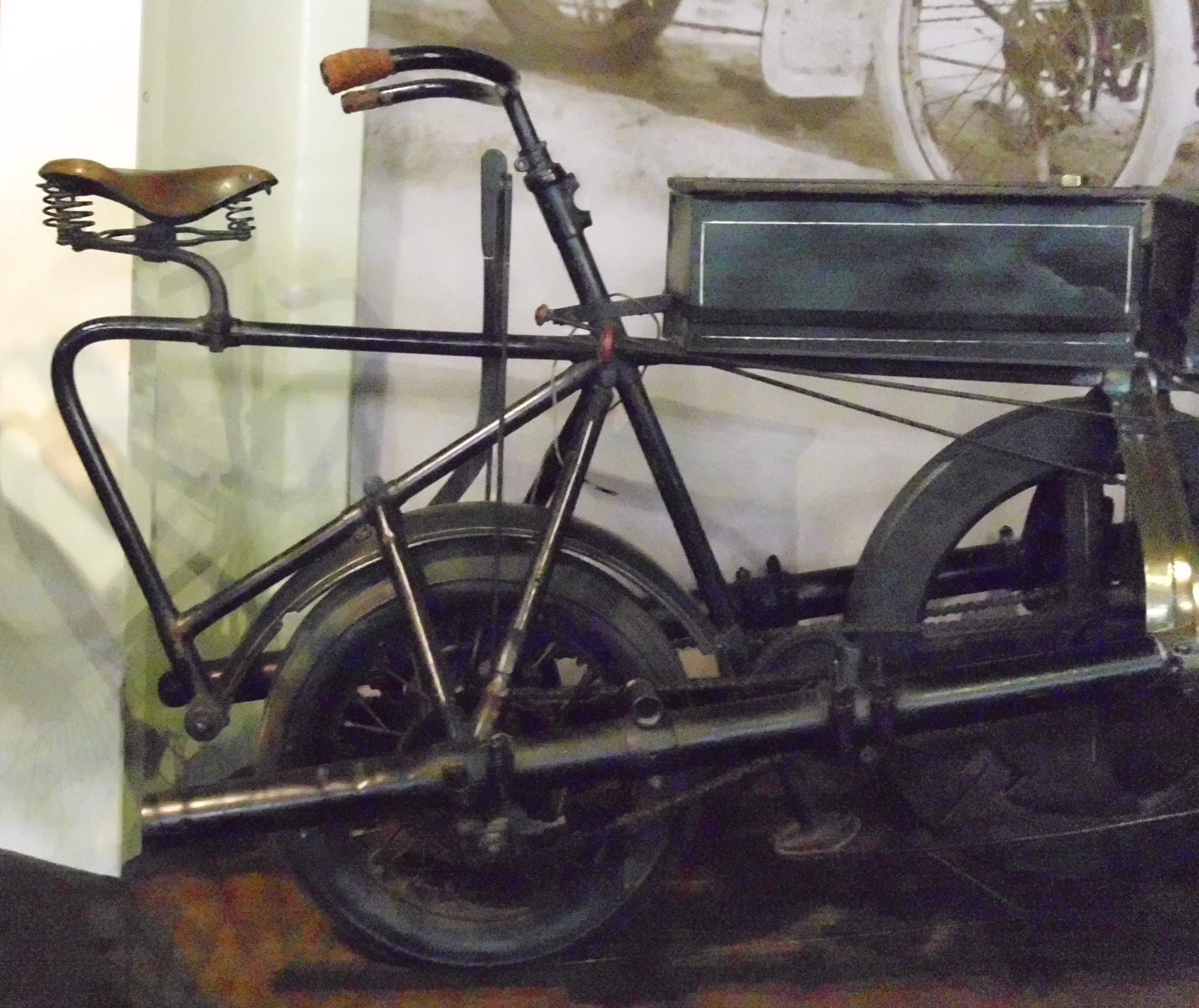
Detailansicht des hinteren Teils des Fahrzeugs. Erkennbar sind Hinterrad, Kette, Rohrrahmen, Sattel, Lenker und einer der mittleren Sitze.

Pennington Autocar war ein früher Personenkraftwagen. Es findet sich auch die Bezeichnung Pennington Torpedo.

## Beschreibung
Die Great Horseless Carriage Company aus Coventry stellte diese Fahrzeuge her und vermarktete sie als Pennington. Die Bauzeit war von 1896 bis 1897. Darauf folgte der Pennington Raft Victoria.
Es war ein Dreirad mit hinterem Einzelrad. Humber stellte den Rohrrahmen her. Der Fahrer saß hinten auf einem Motorradsattel. Ein Passagier konnte vorne zwischen den beiden Vorderrädern sitzen. Soweit entsprach der Aufbau einem Tricar. Allerdings war das Fahrzeug länger. Es bot auf einem Mittelrohr weitere Sitze, die quer zur Fahrtrichtung angeordnet waren. Laut einer Skizze handelte es sich dabei um zwei Sättel. Es sind aber auch vier Sättel überliefert. Pennington bezeichnete die Fahrzeuge als Viersitzer. Es gibt auch Fotos, auf denen sich neun Personen auf dem Fahrzeug befinden. Ob es mit dieser Last noch fahrbereit war, ist nicht bekannt. Ebenfalls ungewöhnlich war, dass das Fahrzeug auch vom Vordersitz aus gelenkt werden konnte.
Der Motor war innerhalb des Rahmens montiert. Es war ein Zweizylindermotor mit 62,5 mm Bohrung und 305 mm Hub. Daraus ergab sich 1871 cm³ Hubraum. Er trieb über eine Kette das einzelne Hinterrad an.
Die Gummireifen wurden als unkaputtbar bezeichnet. Dies war nicht zutreffend. Ein Fahrzeug war im November 1896 zum London–Brighton Emancipation Run angemeldet, konnte allerdings wegen eines geplatzten Reifens nicht teilnehmen.
Der Hersteller gab an, dass das Leergewicht unter 127 kg (2,5 cwt) liegen würde.
Nach Museumsangaben war eine Höchstgeschwindigkeit von 64 km/h möglich. Der Neupreis betrug 157 Pfund Sterling.
Insgesamt entstanden fünf Fahrzeuge. Eines existiert noch und ist im National Motor Museum in Beaulieu im Süden Englands ausgestellt.